# Orphanet
Orphanet is een Europese databank die via een website informatie aanbiedt over zeldzame ziekten en weesgeneesmiddelen. Er is informatie beschikbaar voor zowel personeel in de gezondheidszorg als patiënten. Het officiële medische tijdschrift van Orphanet is het Orphanet Journal of Rare Diseases, dat gepubliceerd wordt door BioMed Central.
Orphanet werd in 1997 opgericht door het Franse Nationale Instituut voor Gezondheid en Medisch Onderzoek (Institut national de la santé et de la recherche médicale; INSERM), en wordt sinds 2000 beheerd door een consortium van verschillende partnerlanden (40 landen in 2017), waaronder België en Nederland, onder leiding van INSERM. Het administratieve kantoor bevindt zich in Parijs. De activiteiten van Orphanet worden gefinancierd door INSERM, het Franse Directoraat-Generaal voor de Gezondheid (direction générale de la Santé; DGS) en de Europese Commissie.
Het beheer van het Belgische luik van de Orphanet-databank is een van de projecten rond zeldzame ziekten van Sciensano (en voorheen van het Wetenschappelijk Instituut Volksgezondheid).